# Falsled Filial Kirke
Falsled Filial Kirke ligger i den lille havneby Falsled ca. 7 km NV for Faaborg (Region Syddanmark).

## Eksterne kilder og henvisninger
- Falsled Filial Kirke Arkiveret 19. september 2015 hos  Wayback Machine på KortTilKirken.dk